# Acappella
Acappella je americká křesťanská hudební skupina. Základem jejich projevu je vokální hudba; zpěv bez doprovodu jakýchkoli hudebních nástrojů, název dle hudebního stylu a capella. Pochází z amerického státu Tennessee, z města Paris.

## Historie
Skupinu Acapella založil Keith Lancaster v roce 1982 a svoje první album Travelin' Shoes vydali v roce 1985. Keith Lancaster je dodnes hlavním producentem kapely.
Od počátku existence se v ní vystřídalo mnoho zpěváků. Téměř vždy se jednalo o čtyřčlenné seskupení, v létě 2005 došlo opět k výměně a po mnoha letech zpívají v pěti.

## Sestavy zpěváků
Současná sestava
Zach Wilson - první tenor

Zac George - druhý tenor

Anthony Lancaster - Bariton

Wes McKinzie - Bass

Robin Brannon - Vocal Percussion
Sestava 2009 do 14. srpna
Robin Brannon - Bariton, Allen Brantley - Bass, Zac George- Vocal Percussion, Anthony Lancaster - druhý Tenor, Zach Wilson - první Tenor
Sestava 2008
Robin Brannon - Bariton, Allen Brantley - Bass, Zac George - Vocal Percussion, Jordan House - druhý Tenor, Zach Wilson - první Tenor
Sestava 2006
Gary Evans, Jordan House, Zach Wilson, Robin Brannon, Zac George
Sestava 2002-2005
Gary Evans, Nicolas Paul Dunbar, John „Matt“ Nunnally, Sean Samuel
Sestava 2000-2002
Gary Evans Jr, Kevin Shaffer, Barry Wilson, Steve Maxwell
Sestava 1999
Jeremy Swindle, Tony Brown, Chris Lindsey, Chad Bahr, Todd Dunaway
Sestava 1998
George Pendergrass, Steve Reischl, Lydia Gott, Brian Randolph
Sestava 1996
Kevin Schaffer, Steve Reisch, Duane Adams, Robert Guy
Sestava 1989 - 1993
Gary Moyers - první tenor, George Pendergrass - druhý tenor, Wayburn Dean - Bariton, Duane Adams - Bass
Sestava 1988
Gary Moyers - první tenor, George Pendergrass - druhý tenor, Wayburn Dean - Bariton, Rodney Britt - Bass
Sestava 1982
Jeff Martin - první tenor, Keith Lancaster - druhý tenor, Gary Yeager - Bariton, Ron McCommas - Bass

## Diskografie
- Find Your Way (2009)
- Radiance (2006)
- Heaven and Earth (2004)
- Live From Paris (2003)
- Hymns For All The Ages (2001)
- All That I Need (1999)
- The Collection (1998)
- Act Of God (1997)
- Beyond A Doubt (1995)
- Hymns For All The World (1994)
- Platinum (1994)
- Gold (1994)
- Set Me Free (1993)
- We Have Seen His Glory (1991)
- Rescue (1990)
- Sweet Fellowship (1988)
- Better Than Life (1987)
- Conquerors (1986)
- Travelin' Shoes (1985)